# Hun Sen Cup 2021
Der Hun Sen Cup 2021 war die 15. Austragung eines Ko-Fußballwettbewerbs in Kambodscha. Das Turnier wurde vom kambodschanischen Fußballverband organisiert. Das Turnier begann am 16. Februar 2021 und endete mit dem Finale am 25. November 2021. Titelverteidiger war der Visakha FC.

## Resultate und Begegnungen

### Achtelfinale
| Datum                          |                              | Ergebnis              |                               |
| ------------------------------ | ---------------------------- | --------------------- | ----------------------------- |
| 9. November 2021 um 15:00 Uhr  | Nagaworld FC                 | 1:1 n. V. (4:2 i. E.) | National Police Commissary FC |
| 9. November 2021 um 15:00 Uhr  | Visakha FC                   | 8:0                   | Banteay Meanchey              |
| 9. November 2021 um 18:00 Uhr  | Phnom Penh Crown             | 7:0                   | Tbong Khmum FC                |
| 9. November 2021 um 18:00 Uhr  | Preah Khan Reach Svay Rieng  | 6:1                   | Koh Kong FC                   |
| 10. November 2021 um 15:00 Uhr | Boeung Ket Angkor            | 4:0                   | Soltilo Angkor                |
| 10. November 2021 um 15:00 Uhr | National Defense Ministry FC | 0:4                   | Electricite du Cambodge       |
| 10. November 2021 um 15:00 Uhr | Angkor Tiger                 | 2:0                   | Prey Veng FC                  |
| 10. November 2021 um 15:00 Uhr | Kirivong Sok Sen Chey        | 2:3                   | Asia Euro United              |

### Viertelfinale
| Datum                          |                             | Ergebnis              |                         |
| ------------------------------ | --------------------------- | --------------------- | ----------------------- |
| 16. November 2021 um 15:00 Uhr | Visakha FC                  | 6:0                   | Asia Euro United        |
| 16. November 2021 um 15:00 Uhr | Nagaworld FC                | 2:2 n. V. (7:8 i. E.) | Boeung Ket Angkor       |
| 16. November 2021 um 18:00 Uhr | Phnom Penh Crown            | 1:0                   | Electricite du Cambodge |
| 16. November 2021 um 18:00 Uhr | Preah Khan Reach Svay Rieng | 3:0                   | Angkor Tiger            |

### Halbfinale
| Datum                          |                             | Ergebnis |                  |
| ------------------------------ | --------------------------- | -------- | ---------------- |
| 22. November 2021 um 15:00 Uhr | Boeung Ket Angkor           | 1:2      | Visakha FC       |
| 22. November 2021 um 18:00 Uhr | Preah Khan Reach Svay Rieng | 3:2      | Phnom Penh Crown |

### Spiel um den 3. Platz
| Datum                          |                   | Ergebnis |                  |
| ------------------------------ | ----------------- | -------- | ---------------- |
| 25. November 2021 um 15:00 Uhr | Boeung Ket Angkor | 2:0      | Phnom Penh Crown |

### Finale
| Datum                          |            | Ergebnis              |                             |
| ------------------------------ | ---------- | --------------------- | --------------------------- |
| 25. November 2021 um 18:00 Uhr | Visakha FC | 2:2 n. V. (5:4 i. E.) | Preah Khan Reach Svay Rieng |

#### Spielstatistik
| Paarung        | Visakha FC – Preah Khan Reach Svay Rieng |
| Ergebnis       | 2:2 n. V. (1:1, 0:0), 5:4 i. E. |
| Datum          | 25. November 2021 um 18:00 Uhr |
| Stadion        | RSN Stadium, Phnom Penh |
| Zuschauer      | 2000 |
| Schiedsrichter | Ouseyha Khin |
| Tore           | 0:1 Prak Mony Udomo (53.) 1:1 Wut Tola (71.) 1:2 Chou Sinti (100.) 2:2 Ouk Sovann (105.+1) Elfmeterschießen: 1:0 Tith Dina 1:1 Soeuy Visal 2:1 En Vicchay 2:2 Sareth Krya 3:2 Sin Sophanat 3:3 Ean Pisey 4:3 In Sodavid 4:3 Soun Sovan 5:3 Ouk Sovann 5:4 Tray Vichet |